# Taranis Patera
La Taranis Patera è una struttura geologica della superficie di Io.